# 퇴계로 (서울)

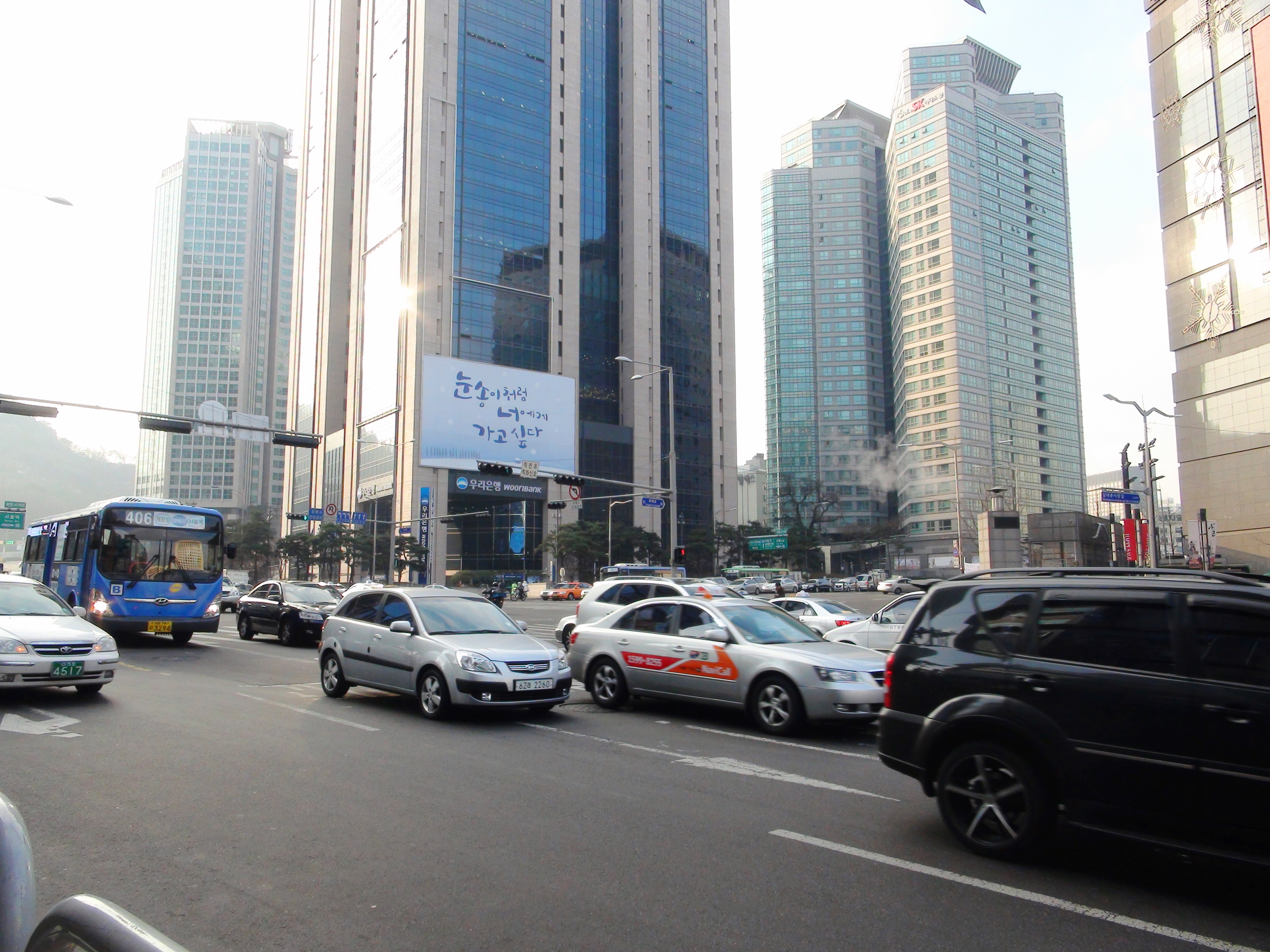
소공로와 교차하는 회현사거리

퇴계로(退溪路)는 서울특별시 중구 서울역에서 시작하여 신당동 성동고등학교 사거리에 이르는 도로로, 길이는 4.7km이고 왕복 6차선 도로이다.
서울역에서 퇴계로2가까지는 아시아 고속도로 의 일부이다.

## 역사

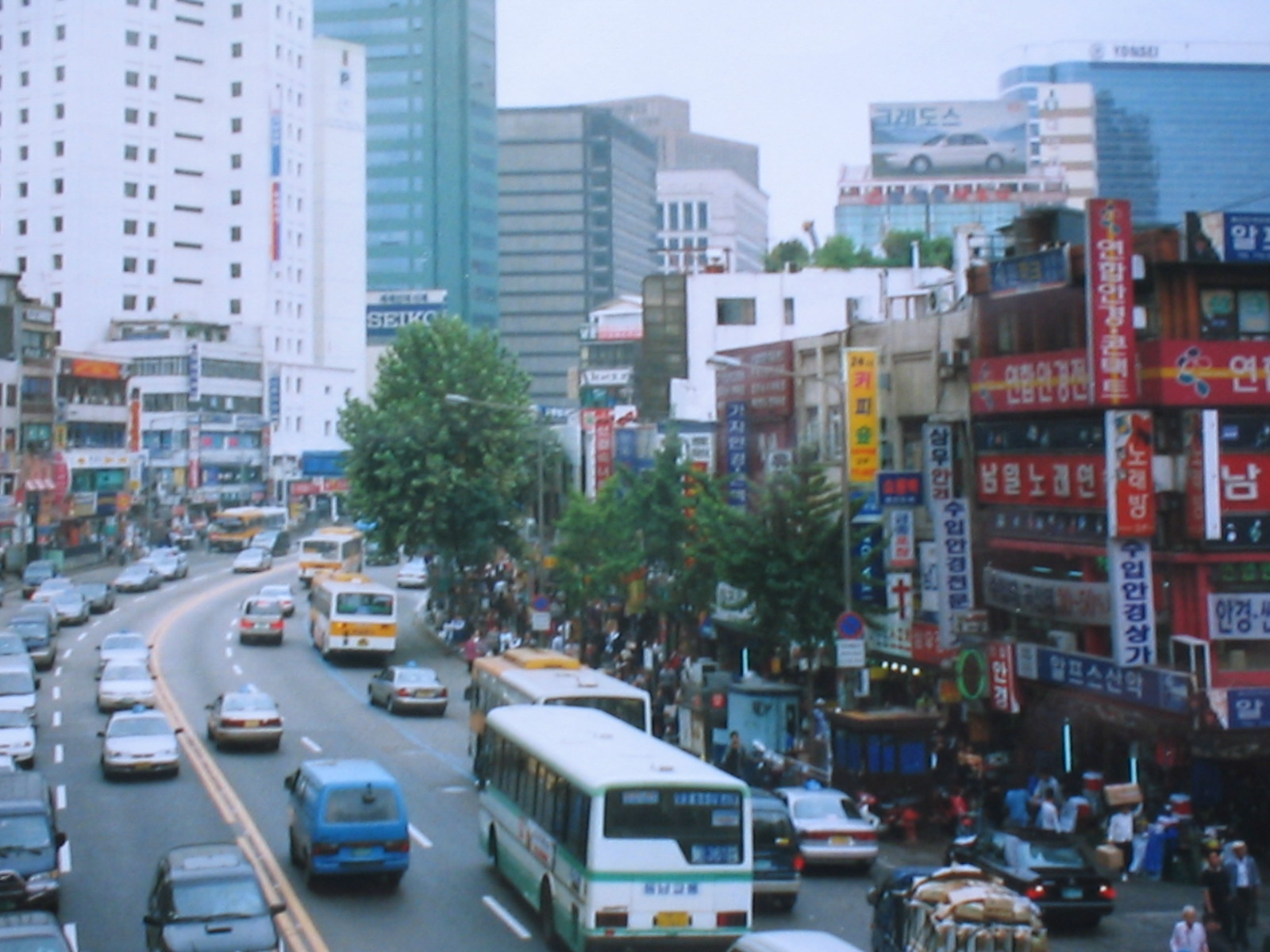
회현역, 남대문 시장에서 회현사거리 방향의 모습(1997년)

- 1937년 : 조선총독부의 고시에 의거, 서울역에서 지금의 신당역 사거리까지의 도로(길이는 4km)를 소화통(昭和通 쇼와도리[*])이라고 명명함
- 1945년 상반기 : 일제는 미군의 공습에 대비하여 방공용 공터를 확보하기 위하여 서울역~신세계 앞 퇴계로의 일부를 너비 40미터로 확장하였다.[1]
- 1946년 : 일본식 동명(洞名)정리에 따라, 소화통을 퇴계로로 변경함
- 1952년 : 서울역에서 광희문까지 구간으로 변경
- 1966년 : 서울역에서 명동입구[2] 구간(길이 450M)을 단축하고 광희로(光熙路)로 개칭
- 1967년 8월 15일 : 광희고가차도 개통
- 1970년 8월 15일 : 서울역고가도로 개통
- 1971년 8월 15일 : 퇴계로 지하차도 개통
- 1972년 : 퇴계로로 명칭이 환원됨
- 1977년 6월 30일 : 회현고가차도 개통
- 1984년 : 서울역에서 한양공고 삼거리에 이르는 구간을 다시 연장
- 2009년 8월 23일: 회현고가차도 철거
- 2010년 4월 22일 : 왕십리로(구 왕십리길)의 한양공고 삼거리~도로교통공단 사거리 구간을 편입[3]
- 2011년 8월 : 광희고가차도 철거
- 2015년 12월 13일 : 서울역고가도로 폐쇄

## 노선
서울역 - 회현역 - 회현사거리 - 명동역 - 퇴계로2가 교차로 - 한국의 집 - 충무로역 - 삼성제일병원 - 퇴계로5가 - 광희로터리 - 한양공고 삼거리

## 연결 도로
시점인 서울역에서 만리재로, 청파로와 만나며, 종점인 도로교통공단 사거리에서 왕십리로로 직결된다.

## 같이 보기
- 만리재로
- 을지로
- 왕십리로
- 청파로
- 훈련원로